# بخش جامتارا
بخش جامتارا (به انگلیسی: Jamtara district) یک منطقهٔ مسکونی در هند است که در Santhal Pargana division واقع شده‌است. بخش جامتارا ۱٬۸۰۱٫۹۸ کیلومتر مربع مساحت و ۷۹۱٬۰۴۲ نفر جمعیت دارد.